# Chashi

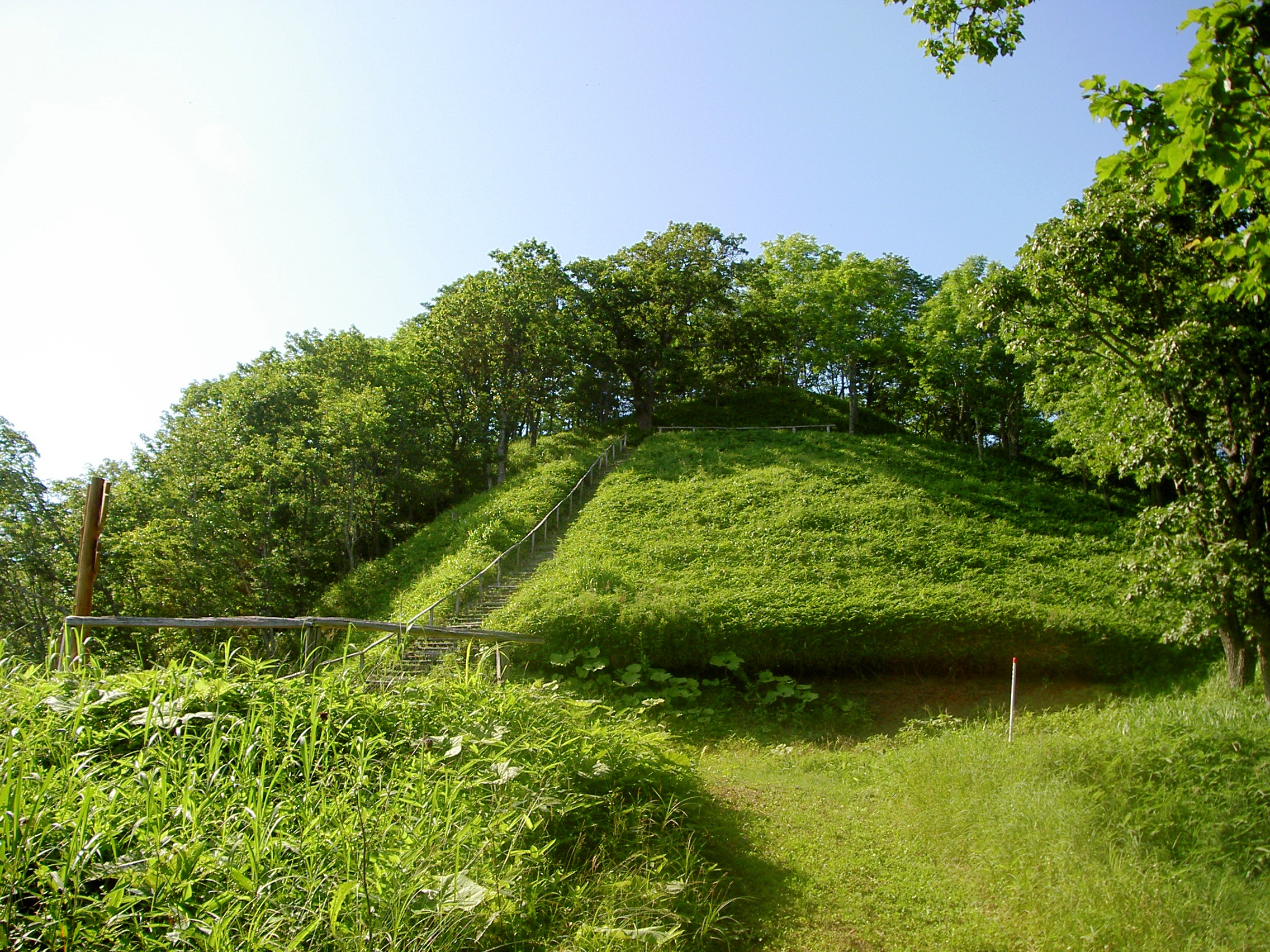
Un chashi en el Parque nacional Kushiro-shitsugen.

Chashi (チャシ?   también 砦) es el término japonés para las fortificaciones ainu construidas sobre colinas entre el siglo XVI y XVIII. La palabra deriva del idioma ainu, チャシ (casi, /t͡ɕasi/), que significa «empalizada»; otra teoría sugiere que proviene del coreano 잣 (cas, jat, /t͡ɕa̠t̚/) con una definición similar. Se han identificado unos 520 chashi en la isla de Hokkaidō, principalmente en las regiones orientales; también se han encontrado estructuras similares en Sajalín y en las Kuriles. Otras construcciones parecidas, los ostrogu de Kamchatka y los gorodische del noreste de Asia, se habrían desarrollado de forma independiente. Unos pocos, como el chashi Tōya en Kushiro, data del período Muromachi; la mayoría, sin embargo, se construyeron a principios del siglo XVII. Dado el período de su proliferación, podrían estar relacionados al aumento de la competición por los recursos tras intensificar el comercio con los japoneses.

## Características

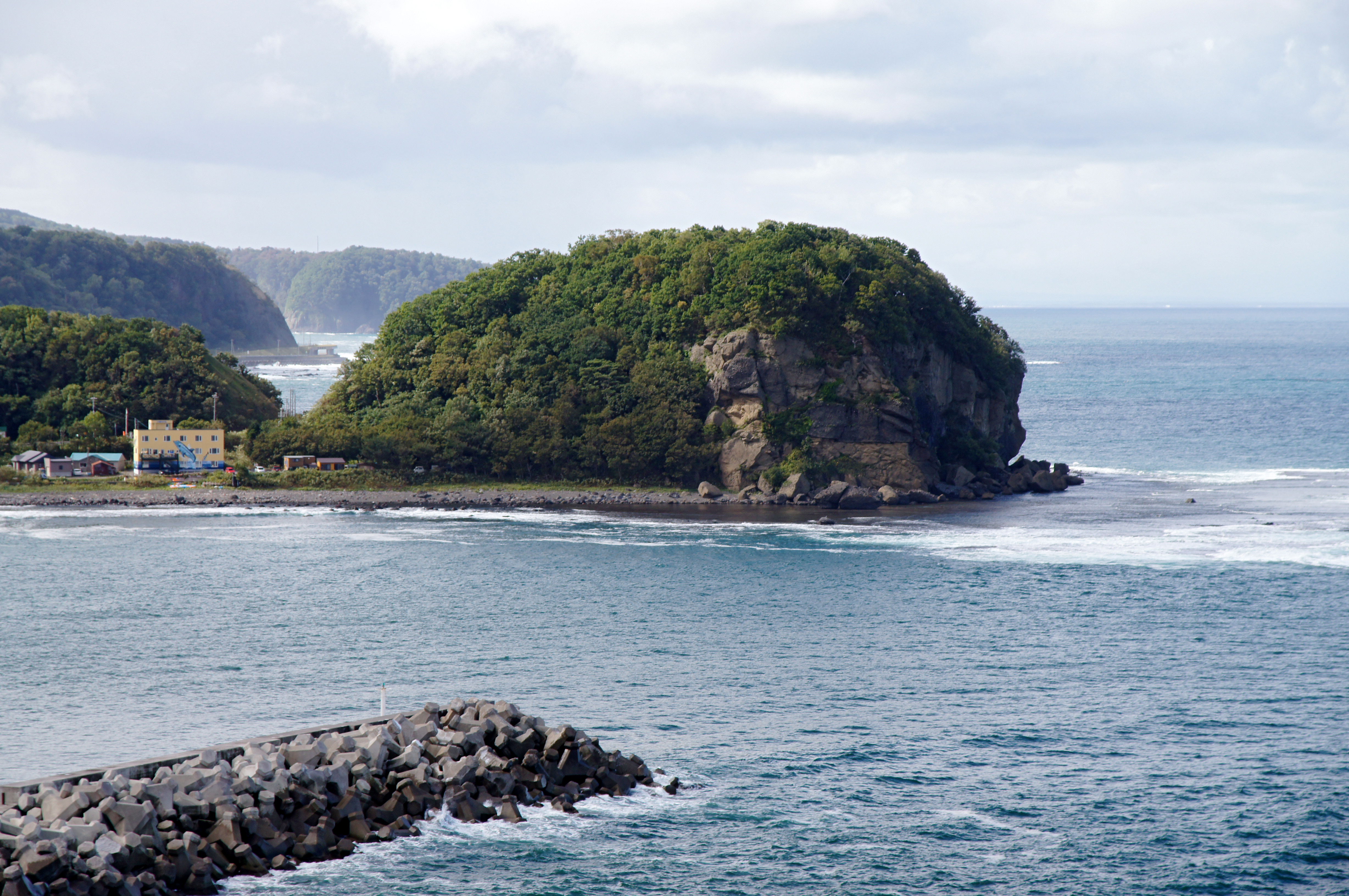
Un chashi en el cabo Chashikotsu, al este de Hokkaidō. A menudo, los ainu construían estas estructuras cerca de ríos o del mar, en lo que podría ser un intento de propiciar la pesca.

Los chashi son unos fortines construidos sobre colinas o montañas por los ainu, principalmente entre los siglos XVI y XVIII. Pese a que su propósito no está del todo claro, el estudio de la tradición oral de esta etnia permitió conocer que los chashi tenían fines defensivos en épocas de tensión, ya fuera con otros ainus o con culturas foráneas. Del mismo modo, estas estructuras eran mencionadas en relatos sobre divinidades, por lo que se puede teorizar acerca de su uso religioso o ritual. Estas fortificaciones son en su mayoría circulares, con fosos en forma de «U» o de media circunferencia, pero también se han encontrado de planta rectangular. Su tamaño también podía variar: se han encontrado trincheras de cinco metros de ancho y tres de profundidad, así como otras de tres metros de anchura y medio de profundidad.

## Historia
En 1604 Tokugawa Ieyasu garantizó los derechos exclusivos de comercio con los ainu al clan Matsumae; debido a la falta de base agrícola, el dominio se asentó sobre el trueque. Los ainu, en consecuencia, dependieron cada vez de las comodidades y artículos de prestigio que les ofrecían los japoneses. En excavaciones a los chashi se revelaron lacas propias del resto del archipiélago, cerámica, utensilios de hierro y espadas, así como collares con posible origen en Sajalín y consumibles como arroz, sake y tabaco. A cambio, los ainu intercambiaron productos derivados de las aves, ciertos mamíferos, pescados, plantas, medicinas y bienes importados de Sajalín. Sin embargo, «la cultura mercantil del comercio destruyó el equilibrio ecológico [...] a través de la caza y pesca excesiva». A finales del siglo siguiente, el fin de los recursos naturales causó hambruna, además de que «la competición por los animales y pescado fue la base de la mayoría de los conflictos entre los ainu».

### Rebelión de Shakushain
El Ezo hōki (蝦夷蜂起 Levantamiento de Ezo?) y el Tsugaru ittōshi (津軽一統志 津軽一統志 Registro de la unificación de Tsugaru?) recogen el conflicto interno de 1668 y 1669, el cual culminó en la masacre de japoneses, intervención militar y subyugción, en lo que es conocido como rebelión de Shakushain. De acuerdo al Ezo hōki, la influencia regional de los ainu estaba basada en las «tierras buenas», tener «muchos utensilios», autoridad carismática, y fuerza física. En 1668, las disputas sobre ciervos, oseznos (para el ritual Iomante), y una grulla con vida llevaron a que el líder ainu Chikunashi y su madre incendiaran el chashi Shibuchari del río Shizunai en tanto asesinaban a los que escaparon. En respuesta, Shakushain mandó a los ainu de Urakawa a atacar el chashi Atsubetsu; tras ser ahuyentados por el fuego de los mosquetes, regresaron al fuerte y consiguieron capturarlo después de que muchos de sus ocupantes se marcharan a buscar comida. El conflicto escaló el año siguiente hacia una pelea con los japoneses; Shakushain fue asesinado en una asamblea con estos mientras pretendía conseguir un tratado de paz. Sin embargo, los nipones envenenaron la bebida de este jefe ainu, y el chashi Shibuchari quedó reducido a escombros de nuevo.

## Chashisconocidos

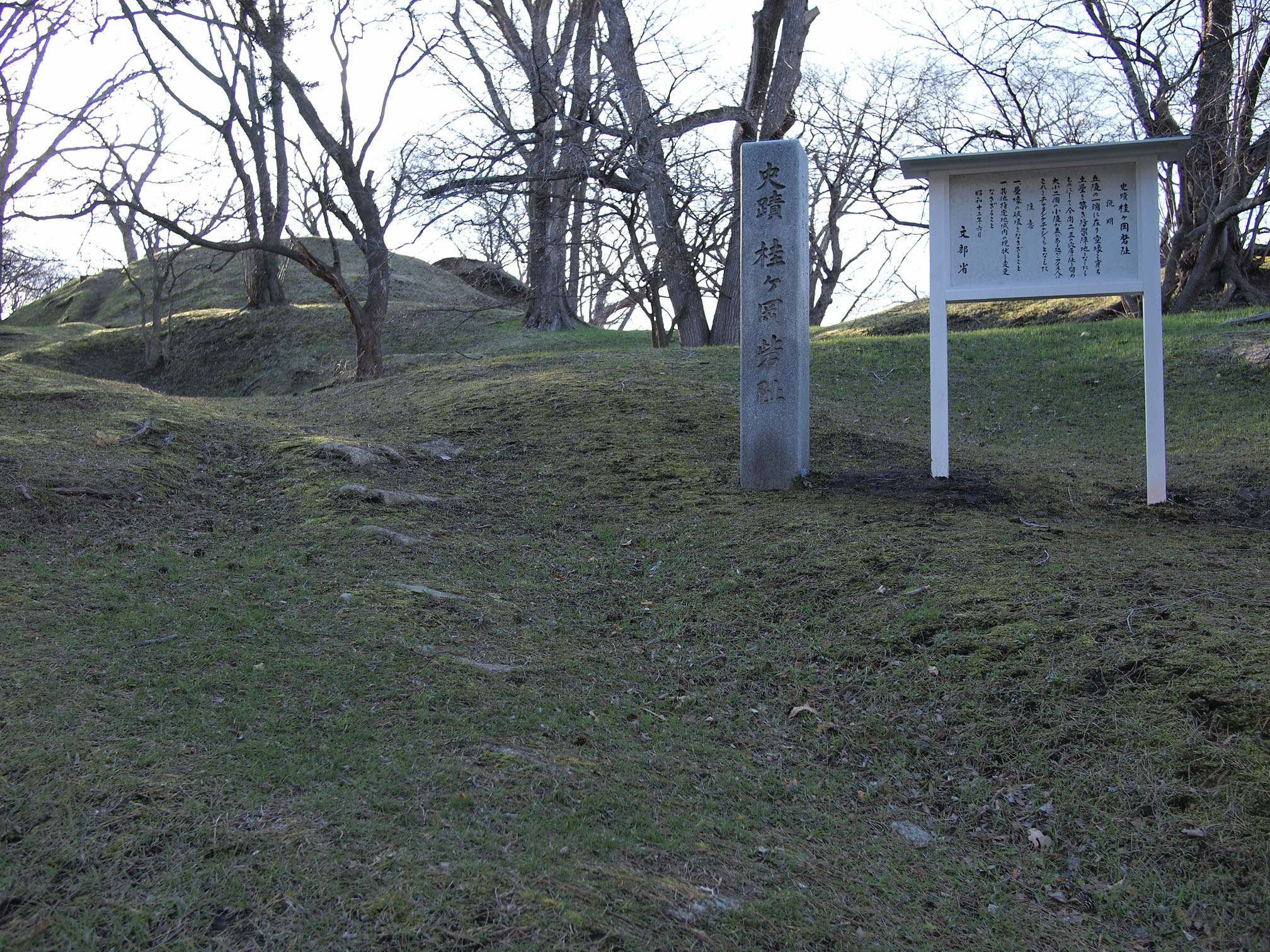
Chashi Katsuragaoka, Lugar Histórico Nacional.

Entre los cerca de 530 chashis identificados por arqueólogs, ocho lugares fueron designados Bienes Culturales de Japón así como Lugar Histórico Nacional: los chashi Otafunbe, Shibechari, Appetsu, Moshiriya, Yukuepira Katsuragaoka, el conjunto de la península de Nemuro (parte de la lista de «100 notables castillos de Japón»), y el chashi Tsurugataicharanke. Aunque hay diecinueve chashi en la península de Shiretoko, están inscritos en la categoría «Natural» como Patrimonio de la Humanidad de la Unesco.